# Chronik eines Mördes
Crónica de un asesinato (Chronik eines Mordes) es un largometraje alemán del estudio DEFA (RDA), dirigido por Joachim Hasler en el año 1965. Está basado en la novela Die Jünger Jesu [Los discípulos de Jesús] del escritor alemán Leonhard Frank, publicada en 1947.

## Argumento
En el foco del argumento se encuentra Ruth Bodenheim, una mujer judía cuya historia se cuenta en tres períodos temporales presentados de forma cronológica a lo largo de la película.
Vive con su hermano David, 10 años menor que ella, y con sus padres en una ciudad al sur de Alemania. Los nacionalsocialistas han consolidado su poder y tanto Ruth como sus padres deben exhibir la estrella judía en la ropa. Las maletas para el traslado a un campo de concentración ya están preparadas, pero Lion, el padre de Ruth, profesor de instituto, quiere inaugurar el nuevo curso escolar. Todos los niños judíos van al colegio acompañados de sus familiares y así Lion puede dar comienzo al primer día de clase. De repente, se abre la puerta y entra en el aula Zwischenzahl, líder del Partido Nacionalsocialista Obrero Alemán (NSDAP), acompañado de varios hombres de la SA, una tropa de asalto, y obliga a varios ciudadanos judíos a entrar en el aula. Sin previo aviso, Zwischenzahl ordena a los miembros de la SA disparar al grupo de personas. Solo David puede protegerse del ataque, ya que logra esconderse.
A Ruth la llevan a un campo de concentración y, a pesar de que tiene 17 años, la trasladan a un burdel de militares alemanes en Varsovia. Allí presencia el final de la Segunda Guerra Mundial con la invasión del Ejército Rojo.
De vuelta en su ciudad natal, que ahora está bajo ocupación estadounidense, encuentra a su hermano aprendiendo a tocar el órgano en la iglesia. También se reencuentra con su amor de la infancia, el doctor Martin, que trabaja de médico en una clínica tras haber finalizado el periodo militar. Pero Ruth no puede corresponder su amor, porque no consigue olvidar su época en el burdel. Mientras tanto, el señor Zwischenzahl se encuentra en cautiverio norteamericano, donde el capitán estadounidense Liban intenta demostrar que fue cómplice de los crímenes nazis. Debido a una orden dada por una autoridad superior, tiene que poner a Zwischenzahl en libertad. Sin embargo, se asegura de que David sea enviado a Francia con un grupo de huérfanos, donde también puede aprender a tocar el piano. Cuando Ruth se entera de la excarcelación de Zwischenzahl, va a casa de este con la intención de matarlo. Pero allí descubre que ya no está en Alemania. Con el paso del tiempo, Ruth y el doctor Martin estrechan su relación y más tarde se casan.
Diez años después, el doctor Martin y su mujer se citan en un bar de la ciudad con el jefe de Martin para celebrar su ascenso a médico jefe. Al salir, Ruth descubre que toda la calle está plagada de carteles para la elección del alcalde, y que estos llevan la imagen de Zwischenzahl, que ha vuelto a la ciudad. Considera que ha llegado el momento para intentar presentar una demanda ante el fiscal Hoffmann. Tiene una carpeta con documentos sobre todas las personas implicadas en la muerte de sus padres y responsables de su traslado al burdel. Toda esta documentación la ha reunido su marido con la intención de recibir una indemnización por la injusticia sufrida. Con este dinero quiere pagar los gastos de construcción de una casa. Sin embargo, Ruth no quiere ninguna compensación, sino que se investigue lo sucedido y que se condene a los responsables. Pero desde el final de la guerra su marido intenta convencerla de que no lo haga, ya que él depende de los altos cargos de la ciudad.
Cuando Ruth se da cuenta de que los servicios oficiales no la escuchan, decide de nuevo matar a Zwischenzahl. Quiere aprovechar la fiesta de su victoria electoral como alcalde. Espera hasta que este sale de la sala y le dispara, y este muere al instante. Al irse coloca la carpeta con los documentos sobre la mesa para que quede claro quién lo ha matado. Su propósito es que se abra un juicio contra ella para destapar las atrocidades de los nazis en su ciudad. Fracasa el intento de los oficiales, en colaboración con su marido, para persuadirla de su huida a Roma, porque hay que evitar, de una forma u otra, que se celebre un juicio. Ruth es detenida y llevada a prisión preventiva. Cuando el doctor Hoffmann debe firmar un informe pericial, aprobado previamente por el doctor Martin, sobre la enfermedad mental de Ruth Bodenheim, dimite de su puesto como fiscal para defenderla en calidad de abogado.

## Producción y estreno
Crónica de un asesinato fue rodada por el grupo artístico Heinrich Greif  bajo el título Die Jünger Jesu [Los discípulos de Jesús] en blanco y negro con un procedimiento especial llamado Totalvision, desarrollado en la RDA. La primera proyección de la película tuvo lugar con motivo del octingentésimo aniversario de la Feria de Leipzig el 26 de febrero de 1965 en el cine Capitol de esta ciudad. El 15 de noviembre de 1964 hubo otra proyección con posterior debate en el vestíbulo del Cine Internacional de Berlín, evento organizado por el cineclub del diario marxista Junge Welt. El estreno oficial de la película fue el 4 de marzo de 1965 en el Cine Internacional. En las televisiones de la RDA esta película se proyectó por primera vez en el canal 1 el 26 de agosto de 1974.
El dramaturgo y editor Walter Janka fue el responsable de la escenificación.

## Doblaje
| Papel        | Actor         | Doblador      |
| ------------ | ------------- | ------------- |
| Dr. Hoffmann | Jiří Vršťala  | Herbert Köfer |
| Dr. Schäure  | Bohumil Šmída | Harry Studt   |

## Crítica
Helmut Ulrich declaró en la revista Neuen Zeit:
«Es un relato extremo. Con determinación. Tiene algo característico. En 1946 Wolfgang Staudte pudo dar por finalizada su película El asesino está entre nosotros, con la esperanza de que hubiera justicia legal, si bien esta esperanza se diluía en lo alegórico».
El periódico Berliner Zeitung publicó la crítica del productor de cine, Manfred Jelenski:
«Algunas escenas, por más que la mayoría sean fieles a la realidad, son un tanto directas. Gert Natschinski, responsable de la banda sonora basada en la variación de una canción judía, simplificó en exceso la caracterización musical de algunas escenas y figuras marginales. Pero eso no afecta a la relevancia de la película [...]».
En el diccionario Lexikon des internationalen Films, una obra de crítica cinematográfica, se dice que la película representa a través de un relato criminal el debate sobre el pasado fascista y el presente de la Alemania occidental, y aunque desde el punto de vista estilístico es irregular, resulta admirable.